# Cihat
Cihat, auch Cihad, ist ein türkischer männlicher Vorname arabischer Herkunft mit der Bedeutung „Bestrebung“ (vgl. arabisch dschihād – dem auch die Aussprache von Cihad ähnelt).

## Namensträger
- Cihat Arman (1915 od. 1918–1994), türkischer Fußballspieler und -trainer
- Cihat Arslan (* 1970), türkischer Fußballspieler und -trainer
- Cihad Ateş (* 1998), türkischer Fußballspieler
- Cihat Ulus (* 1990), türkischer Leichtathlet
- Cihat Ünlü (* 1955), türkischer Gynäkologe